# Landing Craft Personnel (Large)
Le Landing Craft Personnel (Large), ou LCP(L) est une barge de débarquement utilisée intensivement et notamment par la marine des États-Unis durant la Seconde Guerre mondiale et jusque dans les années 1970. Il fut, avec les LCVP, LCM et les vedettes rapides PT Boat, l'un des piliers de l'US Navy.
Dérivant d'un prototype rapide, le LCP(L) fut conçu avant-guerre, en 1928, par Andrew Higgins et fabriqué par la Eureka Tug-Boat Company à La Nouvelle-Orléans en Louisiane (États-Unis). Il était d'ailleurs connu sous les noms d'Eureka ou de bateaux R. Son rôle était de transporter en bac des troupes des navires de transport aux rivages tenus par l'ennemi.
À leur départ du port, les LCP(L) sont normalement transportés par les Landing Ship Infantry et mis à l'eau, entièrement chargés, à l'aide de bossoirs. Le LCP(L) pouvait transporter jusqu'à 36 soldats. Contrairement aux engins de débarquement qui viendront plus tard, ce type de bateau n'avait pas de rampes à l'avant ce qui obligeait les troupes à sauter par-dessus bord pour sortir.
Entièrement fabriqué en contreplaqué avec pour ossature des poutres en bois de pin, les LCP(L) disposaient aussi de cloisons blindées et avaient été conçus avec un faible tirant d'eau afin de pouvoir naviguer dans les marais. Cette conception s'est par la suite avérée excellente pour une exploitation sur des plages peu profondes. Il y a eu deux types de LCP(L) : le type anglais et le type américain. Les modèles numérotés de 1 a 500 ont tous été construits pour le marché britannique.

Pendant la guerre, ce bateau a été employé à la fois par la marine américaine, la marine royale britannique et les marines du Commonwealth.

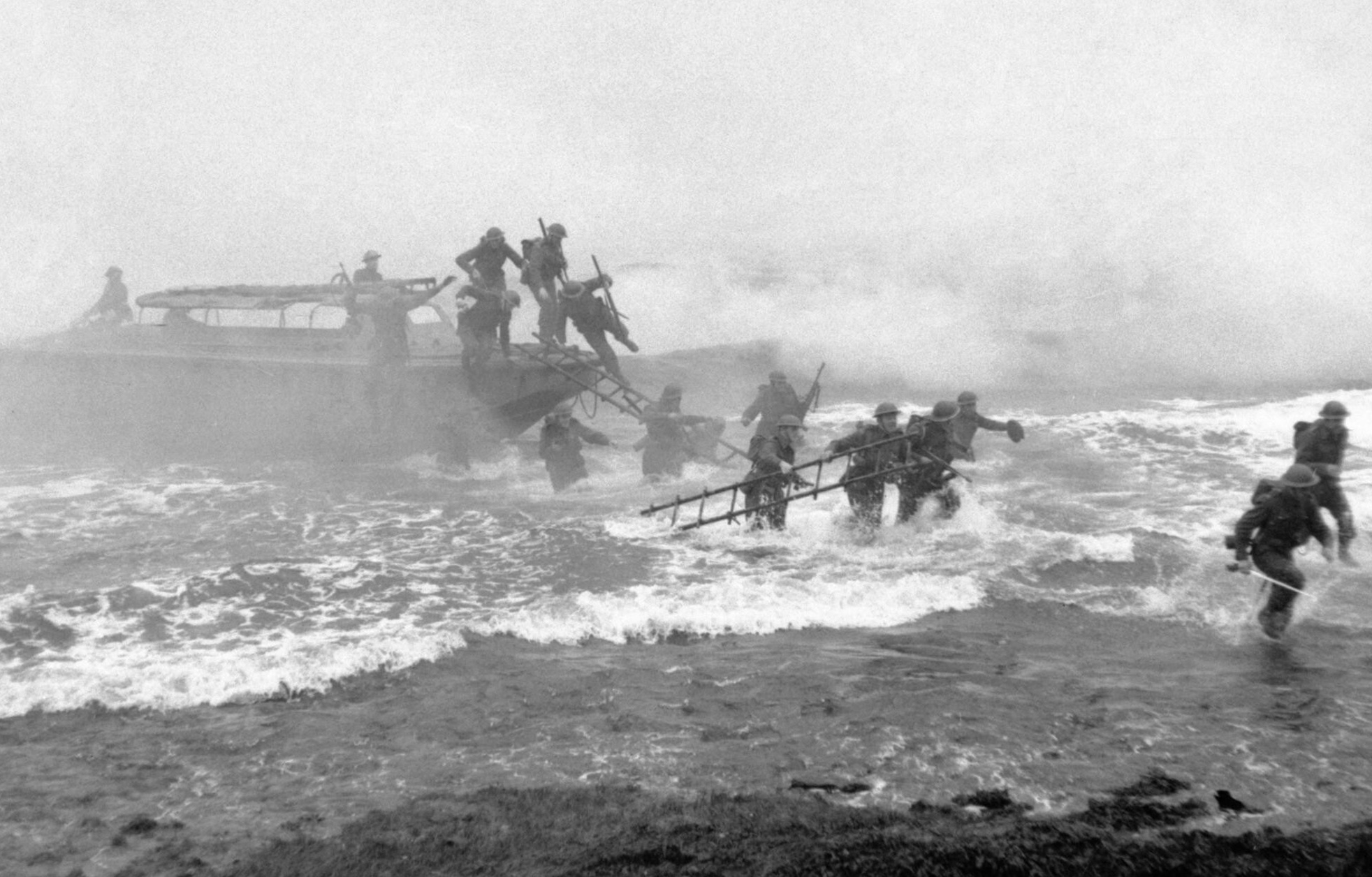
L’Eureka, ou “R” Boat, type anglais.